# 2009年岡山市長選挙
2009年岡山市長選挙（にせんきゅうねんおかやましちょうせんきょ）は、2009年8月30日に告示され、9月13日に執行されたの岡山市長選挙である。

## 概要
2009年4月1日に岡山市が政令指定都市に移行してから初めてとなる市長選挙であり、立候補者が近年最多の6人となった。しかし、民主党、自民党、公明党、社民党の4党はどの立候補も支持をせず自主投票を決めたため、政党色が薄い選挙となり今ひとつ盛り上がりが欠けてしまい、投票率は伸びなかった。
今回の選挙は、政令市らしい街創りをはじめ、老朽化した岡山市民病院（北区天瀬）の建替問題や、国鉄操車場跡地（北区北長瀬）の活用のあり方が主な争点となっていた。

## 立候補者
下表の通り、6名が立候補した。五十音順。
| 候補者名 | （ふりがな）      | 年齢 | 性別 | 所属党派 | 推薦・支持 | 新現元別 | 備考              |
| -------- | ----------------- | ---- | ---- | -------- | ---------- | -------- | ----------------- |
| 安宅敬祐 | あたか けいすけ   | 67   | 男   | 無所属   |            | 元       | 元岡山市長（2期） |
| 天野勝昭 | あまの かつあき   | 64   | 男   | 無所属   |            | 新       | 元岡山市副市長    |
| 井上和宣 | いのうえ かずのり | 53   | 男   | 無所属   |            | 新       | 会社役員          |
| 氏平長親 | うじひら ながちか | 62   | 男   | 無所属   | 日本共産党 | 新       | 団体役員          |
| 高谷茂男 | たかや しげお     | 72   | 男   | 無所属   |            | 現       | 現岡山市長（1期） |
| 馬場勉   | ばば つとむ       | 66   | 男   | 無所属   |            | 新       | 会社役員          |

## 結果
立候補者多数による得票の分散化と、現職市長の行財政改革や政令指定都市移行実現の成果が評価された事により、高谷茂男が2度目の当選を果たした。
開票結果は下記の通り。
※当日有権者数：546,910人 最終投票率：44.06%（前回比：+0.75%pts）
| 候補者名 | 年齢 | 所属党派 | 新旧別 | 得票数   | 得票率 | 推薦・支持 |
| -------- | ---- | -------- | ------ | -------- | ------ | ---------- |
| 高谷茂男 | 72   | 無所属   | 現     | 88,918票 | 36.9%  | -          |
| 天野勝昭 | 64   | 無所属   | 新     | 60,289票 | 25.0%  | -          |
| 安宅敬祐 | 67   | 無所属   | 元     | 40,893票 | 17.0%  | -          |
| 井上和宣 | 53   | 無所属   | 新     | 32,728票 | 13.6%  | -          |
| 氏平長親 | 62   | 無所属   | 新     | 12,426票 | 5.1%   | 共         |
| 馬場勉   | 66   | 無所属   | 新     | 3,541票  | 1.5%   | -          |